# 2437 Amnestia
2437 Amnestia (1942 RZ) là một tiểu hành tinh vành đai chính được phát hiện ngày 14 tháng 9 năm 1942 bởi Marjy Väisälä ở Turku.